# Bandai Visual
Bandai Visual K.K. (jap. バンダイビジュアル株式会社, Bandai Bijuaru Kabushiki-gaisha) ist ein japanischer Anime-Produzent mit Sitz in Tokio. Das Unternehmen, das 1983 als Tochterunternehmen von Bandai gegründet wurde, beschäftigt etwa 150 Mitarbeiter. Chief Executive Officer ist Kazumi Kawashiro. Seit dem Rückkauf von Anteilen durch Namco Bandai Holdings gehört die Gesellschaft zu 93,63 % dem Mutterkonzern.

## Tochtergesellschaften
- Lantis, Musikverlag und Software-Publisher
- Emotion Music, Musikverlag
- Bandai Entertainment, veröffentlicht in den USA
- Bandai Visual USA, veröffentlicht in den USA, im Juli 2008 in Bandai Entertainment aufgegangen[2]